# 捷爾諾波爾客運站
捷爾諾波爾客運站（羅馬化：Ternopil-Padazhyrskyi）是位於烏克蘭西部城市捷爾諾波爾的主要鐵路車站。
第一大樓建於1870年，並於同年12月28日，隨佐洛奇夫—捷爾諾波爾間的鐵路開通而啟用。1903年，新的車站大樓開始動工，1906年8月新站投入使用。
車站於第一次世界大戰被毀，後來重建。在1944年二戰期間被再次摧毀。1952年以原車站樣貌重建。
1999至2000間，車站再度進行了現代化改造。